# Heemtuin Hengelo
De heemtuin van Hengelo is een deel van het stadspark het Weusthag gelegen in het noorden van Hengelo. De tuin is in 2014 opgericht met als doel om natuureducatie te verlenen aan bezoekers. Op deze plaats zijn (wilde) inheemse planten te vinden van de regio. De heemtuin is op geregelde tijden open en dient ook voor educatieve doeleinden. In de heemtuin worden activiteiten georganiseerd door de IVN Hengelo, onder andere maandelijks bezoek van de stadsimkerij, open zondagen en themadagen.
De bodem van de Heemtuin is voornamelijk klei. De Heemtuin bevat een vijver en een poel, kruidentuin en akkers met verchilldende locale soorten granen, zoals oud-Twentse granen. Afhankelijk van het seizoen komen akkerkruiden zoals de klaproos, de korenbloem en de zeldzame bolderik voor.